# Забродин, Владимир Всеволодович
Влади́мир Все́володович Забро́дин (5 июля 1942, Казань — 19 октября 2018, Москва) — советский и российский киновед и историк кино, «один из ведущих специалистов по творчеству С. М. Эйзенштейна».

## Биография
В 1969 году окончил киноведческий факультет Всероссийского государственного института кинематографии имени С. А. Герасимова (мастерская А. Грошева, М. Власова). Работал редактором отдела теории и истории кинематографа в журнале «Искусство кино», старшим редактором издательства «Искусство», заведующим издательским отделом БПСК (позже — ВТПО «Киноцентр»), главным редактором ВТПО «Киноцентр». С 1992 года — заведующий издательским отделом, в 1994—2006 годах — заместитель директора по научной и издательской деятельности Государственного центрального музея кино. С 2006 года являлся научным сотрудником НИИ киноискусства. С 1998 года был сотрудником журнала «Киноведческие записки». Редактор-составитель более ста изданий о кино. Автор концепций и редактор многих книжных серий, в том числе «CINEMA», «От замысла к фильму», «Киноглобус».
В последнее время Владимир Забродин преподавал на кафедре художественно-технического оформления печатной продукции Московского государственного университета печати имени Ивана Фёдорова, доцент.

## Книги
- «Эйзенштейн о Мейерхольде» (Новое издательство, 2005)
- «Эйзенштейн: попытка театра» (Эйзенштейн-центр, 2005)
- «Эйзенштейн: кино, власть и женщины» (НЛО, 2011)

## Награды
- Приз за вклад в отечественное киноведение на фестивале архивного кино «Белые столбы» (2005)
- Приз Гильдии киноведов и кинокритиков «Слон» (2012) в номинации "История кино" за книгу «Эйзенштейн: кино, власть и женщины» (М.: НЛО, 2011).